# Urothemis thomasi
Urothemis thomasi is een libellensoort uit de familie van de korenbouten (Libellulidae), onderorde echte libellen (Anisoptera).
De soort staat op de Rode Lijst van de IUCN als bedreigd, beoordelingsjaar 2006.
De wetenschappelijke naam Urothemis thomasi is voor het eerst geldig gepubliceerd in 1932 door Longfield.